# Odiseas Adam
Odiseas Adam (gr. Οδυσσέας Αδάμ; ur. 18 lutego 1997) – grecki siatkarz, grający na pozycji rozgrywającego. Od sezonu 2020/2021 występuje w duńskiej Elitedivision, w drużynie Nordenskov UIF.

## Sukcesy klubowe
Mistrzostwo Anglii
- 2017[4]
- 2016

Puchar Anglii:
- 2017

Mistrzostwo Grecji:
- 2019